# The Stopped Clock
The Stopped Clock é um filme dramático norte-americano de 1913, com Harry Carey.

## Elenco
- Claire McDowell
- Charles West
- Reggie Morris
- Kate Bruce
- Hector Dion
- Harry Carey
- Frank Evans
- Joseph McDermott
- W. Chrystie Miller